# Ingrid Becker-Inglau
Ingrid Becker-Inglau geb. Neumann (* 20. November 1946 in Essen) ist eine deutsche Politikerin (SPD). Sie war von 1987 bis 2002 Mitglied des Deutschen Bundestages und wurde stets im  Wahlkreis Essen III direkt gewählt.

## Leben
Nach dem Abitur 1967 nahm sie ein Studium an der Pädagogischen Hochschule in Hagen auf, 1972 wurde sie Lehrerin in Essen. Im gleichen Jahr trat sie der SPD bei, für die sie von 1976 bis 1987 Mitglied des Rates der Stadt Essen war. Im Deutschen Bundestag gehörte sie zuletzt dem Ausschuss für wirtschaftliche Zusammenarbeit sowie als stellvertretendes Mitglied dem Gesundheitsausschuss an.